# Lonicera maximowiczii
Lonicera maximowiczii là một loài thực vật có hoa trong họ Kim ngân. Loài này được (Rupr.) Regel mô tả khoa học đầu tiên năm 1857.

## Hình ảnh

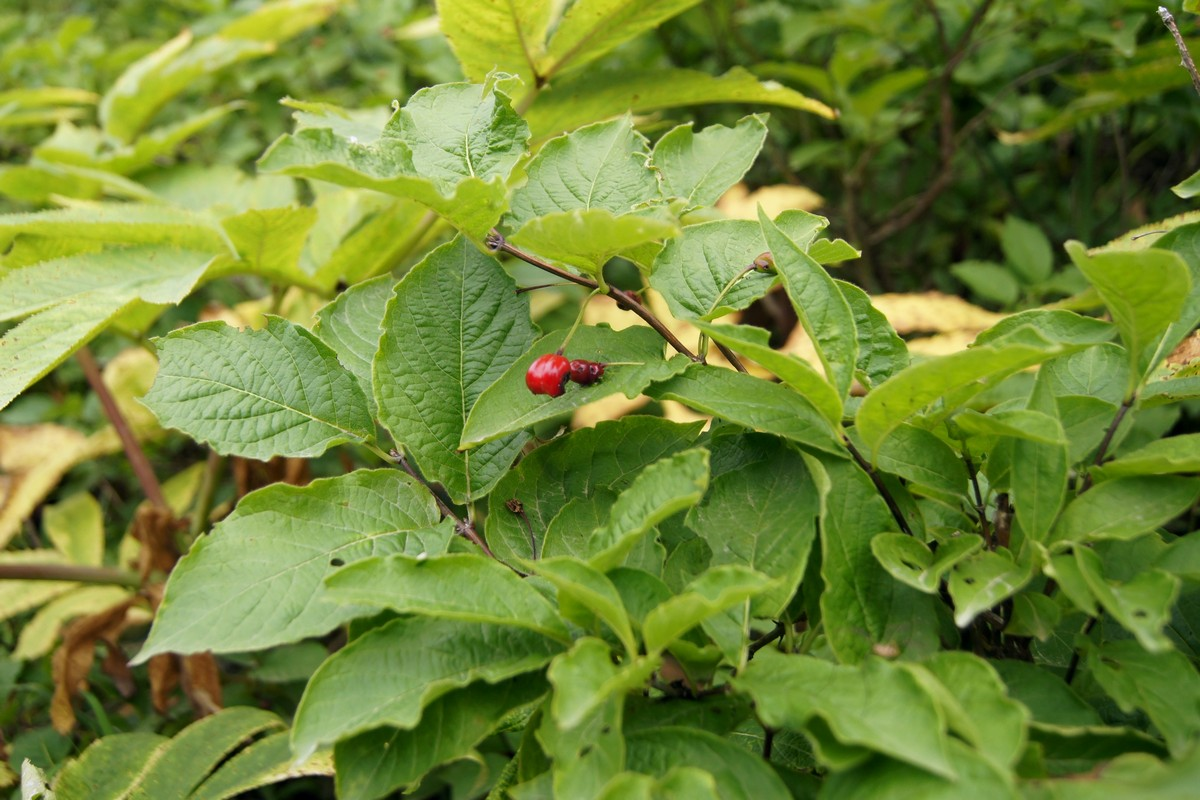